# 신관용류 가야금산조
신관용류 가야금산조(申寬龍流 伽倻琴散調)는 가야금 산조로 스승 이영채로부터 가야금 산조를 배워 자신만의 독특한 가야금 산조를 완성하였고, 이것이 제자인 강순영에게 전해졌다. 2002년 8월 14일 대한민국 경상남도 무형문화재 제25호로 지정되었다.

## 개요
산조는 민간 기악곡의 대표적인 장르로, 전라도 지방을 중심으로 하여 생성된 음악이다. 남도 소리 시나위 가락을 장단이라는 틀에 넣어서 연주하는 음악이다. 이런 산조는 그 연원을 시나위에 두고 있으며, 김창조(1685~1920)에 의하여 시작되었다고 하는데, 현재는 완전히 독립된 기악독주 음악으로 전해지고 있다.
가야금 산조는 19세기 말에 무속음악인 시나위로부터 고도의 예술성을 띤 양식으로 완성되었는데, 전라남도 영암의 김창조(金昌祖, 1856년~1919년), 화순의 한숙구(韓淑求, 1849년 ~ 1934년), 전북 김제의 이영채(李永采), 충청도 청주의 박팔괘(朴八卦) 등에 의해 시작되었다. 현재는 김창조로부터 이어진 산조만이 여러 류를 형성하면서 활발하게 전승되고 있을 뿐이다.
현재의 한국의 가야금산조는 창시자인 이영채(李永采)로부터 시작되며, 이영채는 1880년 경 전북 김제군 만경면에서 출생하였으며, 가야금산조를 짜서 신관용에게 전해주었다고 알려진 것이 전부다. 가야금산조와 풍류에 능하였으며 그의 문하에서 신관용이 배출되었다.
신관용(申寬龍, 1912년~1961년)은 호적명은 신관영으로 1912년 전북 김제군 성덕면 성덕리 고현 마을에서 아버지 신갑종과 무속인 출신의 어머니 윤순길 사이의 5남 1녀 중 4남으로 태어났다. 신관용은 15살 때 이영채를 만나 가야금 산조를 배웠다. 그의 가야금은 매우 창조성이 뛰어나서 자기 나름대로의 음악세계를 구축했으며, 그래서 그의 산조는 신관용류로 불린다. 신관용은 27세에 결혼을 했는데, 그때 아편에 빠져 들어가서 가야금으로 하루를 소일했다고 전해진다. 날씨가 좋지 않거나 보름달에는 구슬프고 애절한 가야금을 연주했는데, 그의 연주는 사람들의 울음을 자아냈다고 전해진다. 신관용은 가난과 유랑, 아편 그리고 가야금에 대한 열정만으로 살다가 1961년에 50세의 나이로 사망했다.
가야금 산조에는 김창조 - 한숙구에서 비롯되는 전라남도제와 박한용 - 이영채에서 비롯되는 전라북도제, 박팔괘 - 심정순에서 비롯되는 충청도제가 있는데 신관용이 이영채의 제자였으므로 신관용류가야금산조는 전라북도제이다.
현재의 가야금 산조는 전승 지역과 사사 계보에 따라 여러 유파로 나뉘는데, 현재 김죽파류, 최옥산류, 김종기류, 강태홍류, 김윤덕류, 김병호류, 박상근류, 서공철류, 심상건류, 신관용류, 유대봉류, 한숙구류 등 12종류의 유파가 전하고 있다.

### 내용
장단은 진양조, 중모리, 중중모리, 자진모리, 단모리, 엇모리로 구성되어 있다. '가야금산조'에서 엇모리는 맨 끝을 여미는 구실을 하는 것으로 서양 음악에서 말하는 에필로그와 같은 특성을 갖는 것으로 '신관용류가야금산조' 외에는 드물게 볼 수 있다.
'신관용류가야금산조'는 조 구성에서 다른 산조와 다른 면이 있는데, 우선 '진양'의 조구성이 '계면조-평조-계면조-평조-계면조-우조-평조'로 되어 있어, 다른 가야금 산조가 '우조-평조-계면조'로 구성되는 것과 매우 다르다.
'계면조'로 시작하는 진양조 구성법부터가 파격적이며, '중모리'는 '계면조-경두름-계면조'로 구성되었고 '중중모리'는 '평계면'으로 일관한다.
'자진모리'는 '계면조-강산제'로 구성되어 여느 산조와 비슷하나 '단모리'는 '계면조-강산제-계면조-변천강산제-강산제-계면조'로 되어 있어 여느 산조와 다르게 복잡한 양상을 보인다.

## 전승
신관용의 가야금 산조는 강순영(姜順令, 1927년 10월 15일)에게 이어졌다. 강순영은 전라북도 남원군 남원리에서 출생하였다. 15세 때부터 신관용으로부터 직접 <신관용류가야금산조>를 배웠다. 30세를 전후하여 남원국악원에서 가야금 사범으로 재직하면서 가야금산조 등을 가르쳤다. 39세 때에 경상남도 진주로 이사하여 지금까지 진주국악원 등에서 가야금 등을 가르치며 후학을 양성하고 있다.
경남 진주시 판문동 산171-1 에 보존회가 자리잡고 있다.

## 보유자
| 구분       | 성명 (생년월일)     | 성별 | 기예능     | 주소                | 인정·해제일자  | 비고 |
| ---------- | ------------------- | ---- | ---------- | ------------------- | -------------- | ---- |
| 명예보유자 | 강순영 (1927.10.15) | 여   | 가야금산조 | 진주시 향교로11번길 | 2019.3.29 인정 |      |

## 같이 보기
- 진주논개제
- 진주검무
- 진주포구락무
- 진주삼천포농악